# Ben McKee
Benjamin Arthur McKee (Forestville, California, 7 de abril de 1985), más conocido como Ben McKee, es un músico estadounidense, mayormente conocido por ser el bajista de la banda de rock Imagine Dragons.

## Primeros años
McKee se crio en Forestville, California, y se graduó de la preparatoria El Molino. Creció tocando la guitarra acústica y el violín, antes de elegir el bajo en el quinto grado. En la escuela secundaria, continuó el aprendizaje de la guitarra como miembro de un trío de jazz, lo que influyó en su decisión de asistir a Berklee College of Music. Mientras que en Berklee, McKee tocó, en una presentación, junto a los que serían sus futuros compañeros de banda, Wayne Sermon y Daniel Platzman.

## Carrera

### Imagine Dragons
En 2008, fue invitado por Wayne Sermon a unirse Imagine Dragons, una banda con sede en Las Vegas. McKee se retiró de su último semestre en el colegio Berklee para unirse a la banda, invitando a Daniel Platzman a tocar la batería; y así completando la alineación. La banda se trasladó a Las Vegas donde realizarían y perfeccionarían su arte, casi todas las noches, como un acto de salón. La banda procedió a ganar varios premios locales, incluyendo "Mejor CD de 2011" (Las Vegas SEVEN), "La Mejor Banda Local de Indie" (Las Vegas Weekly), "Las Vegas Newest Must See Live Act" (Las Vegas CityLife), y forjando así una trayectoria más positiva. En noviembre de 2011 firmaron con Interscope Records y comenzaron a trabajar con el productor Alex da Kid.
El álbum debut de la banda, Night Visions, fue un inesperado éxito. Alcanzó la segunda posición en la lista estadounidense Billboard 200 y recibió el Billboard Music Award al Mejor Álbum de Rock (2014). Individualmente "It´s Time" se convirtió en el primer sencillo lanzado, alcanzando el puesto número 15 de la lista de éxitos musicales Billboard Hot 100 y fue certificado multiplatino por la RIAA. El segundo sencillo "Radioactive" alcanzó a llegar al número 3 del Hot 100 y fue certificado diamante por la RIAA, convirtiéndose en la canción de rock más vendida en la historia de Nielsen SoundScan. El tercer sencillo "Demons" alcanzó el puesto #6 Hot 100 y fue certificado multiaplatino por la RIAA. Su álbum hizo el debut más alto para una nueva banda de rock en seis años (desde 2006) y su sencillo "Radioactive" estableció un nuevo récord por el tiempo más largo en lo alto de la lista Billboard Hot Rock con 23 semanas consecutivas. Los temas del álbum encabezaron las listas Billboard Rock Songs, Billboard Alternative Songs, y Billboard Pop Songs. Radiactive también fue nominado a dos premios Grammy, ganando el de Mejor Interpretación Rock.
En 2015, se lanza el segundo álbum de Imagine Dragons, Smoke + Mirrors alcanzando el número 1 en el Billboard 200, UK Albums Chart, y la lista de álbumes de Canadá. El mismo contenía los sencillos "I Bet My Life" y "Shots"
La banda ha contribuido con canciones para varias bandas sonoras de películas, incluyendo "Ready Aim Fire" de Iron Man 3, "Who We Are" para Los juegos del hambre: en llamas y "Battle Cry" para Transformers: la era de la extinción. Además, en septiembre de 2014, "Warriors" fue lanzado en colaboración con Riot Games, junto con un video musical animado en promoción del Campeonato Mundial de League of Legends.

## Vida privada

### Arresto
En los primeros años de la banda, McKee fue detenido en Las Vegas por desnudez pública, antes de abrir para la banda australiana The Temper Trap. El compañero de McKee, Dan Reynolds le rescató de la cárcel 15 minutos más tarde sobornando al centro de detención del sheriff con una copia firmada de uno de sus EPs. McKee habló sobre su detención en una entrevista de 2015 con la revista Billboard diciendo, "Hubo algunas malas decisiones que se toman. Las Vegas es un lugar loco".

## Equipo

### Amplificadores bajos
McKee toca casi exclusivamente las guitarras Sadowsky sin embargo, puede versele tocar bajos como de costumbre, Mike Lull T-4, así como "Fossil" Stambaugh con diseños musicales 'y diseños personalizados.